# Yokohama Rubber Company
The Yokohama Rubber Company, Limited (横浜ゴム株式会社, Yokohama Gomu Kabushiki-gaisha) är en japansk däcktillverkare. Företaget grundades och startades i oktober 1917 i Yokohama, men huvudkontoret ligger idag i Tokyo. År 1969 expanderade företaget till USA, där de kallas för Yokohama Tire Company. Yokohama, som hör till de sju största däcktillverkarna i världen, använder ofta namnet "ADVAN" på sina däck.

## Sponsring
Yokohama är, sedan säsongen 2006, den officiella däckleverantören till World Touring Car Championship. De levererar även däck till bland annat Macaus Grand Prix, American Le Mans Series, Super GT och Scandinavian Touring Car Championship.
Yokohama Tire Corporation är huvudsponsor till basketlagen Boston Celtics och San Antonio Spurs.